# Noorderkempens

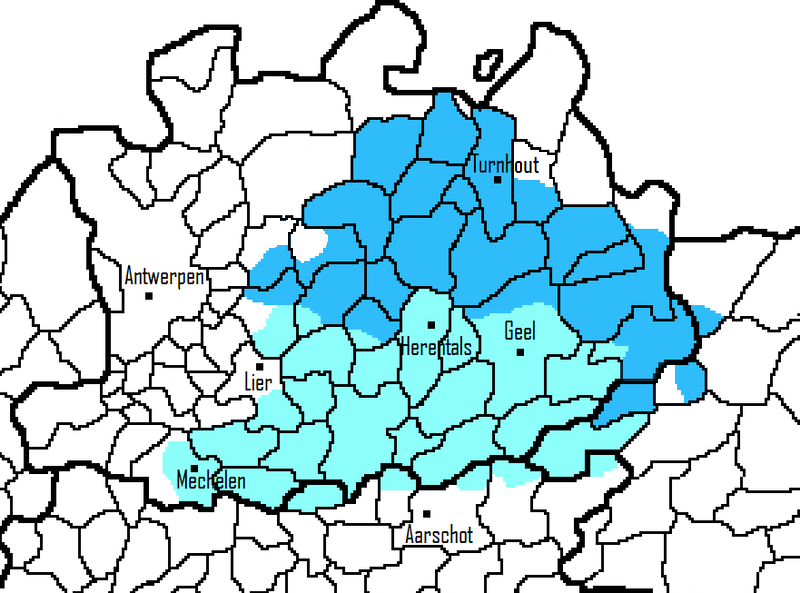
In het blauwe gebied op deze kaart wordt volgens Weijnen e.a. (2000) Kempens dialect gesproken. Het Zuiderkempens gebied is aangeduid in het lichtblauw, het Noorderkempens in het donkerblauw.

Het Noorderkempens is een groep van Brabantse dialecten, die samen met het gelijkaardige Zuiderkempens tot de Kempense dialecten behoort. De dialecten in de Noorderkempen verschillen van de Zuiderkempen doordat ze weinig tot niet beïnvloed zijn door, en minder gelijkenissen vertonen met, de Zuid-Brabantse dialecten. Noorderkempens wordt gesproken in een groot deel van de noordelijke helft van de provincie Antwerpen, alsook in enkele aangrenzende plaatsen in het noordwesten van Belgisch Limburg.

## Kenmerken
Net zoals binnen andere dialectgroepen, verschillen ook de Noorderkempense dialecten onderling. Ze klinken dus zeker niet allemaal hetzelfde. Wat de Noorderkempense dialecten gemeenschappelijk hebben, is dat ze veel minder overeenkomsten vertonen met de Zuid-Brabantse dialecten dan de Zuiderkempense dialecten.
Merk op dat een aantal Zuid-Brabantse kenmerken, die in het Zuiderkempens zeer uitgesproken kunnen zijn, in mindere mate ook in het Noorderkempens voorkomen. Een typisch voorbeeld hiervan is het laten vallen van de r-klank in verschillende woorden. In de Zuiderkempen gebeurt dit ook in woorden als dorst ('döst') of wortel ('wöttel'), terwijl deze woorden in grote delen van de Noorderkempen wel met een r-klank uitgesproken worden (als 'dörst' of 'wörtel') (hierbij wordt ö uitgesproken als een korte ui-klank). Ook in een woord als paard ('pjaet' of 'pjéét' in de Zuiderkempen) of hier, voor en daar ('hie', 'veu' en 'dao' in de Zuiderkempen) wordt in de Noorderkempen de r-klank meestal wel uitgesproken. Niettemin komt het wegvallen van de r-klank ook deels in de Noorderkempen voor. In de zuidelijke delen van de Noorderkempen zal men bijvoorbeeld ook in woorden als vers ('vès') of gerst ('gèst') de r-klank laten vallen.
Naast het ontbreken van Zuid-Brabantse kenmerken, zijn er ook een aantal dialectfenomenen die sterker voorkomen in het Noorderkempens, en in het Zuiderkempens zeldzamer zijn of volledig ontbreken. Op basis van Weijnen e.a. (2000) kunnen de volgende voorbeelden aangehaald worden:
- Net zoals in de dialecten in Noord-Brabant, worden in het Noorderkempens ee-klanken die gevolgd worden door labiale medeklinker vaker uitgesproken als een eu-klank. Voorbeelden hiervan zijn veel, spelen en zeven, die in de Noorderkempen uitgesproken worden als 'veul', 'speulen', en 'zeuven'. Het uitspreken van veel als 'veul' komt ook algemeen voor in de Zuiderkempen. Maar spelen wordt enkel in de Noorderkempen en de meest noordelijke delen van de Zuiderkempen als 'speulen' uitgesproken, en het uitspreken van zeven als 'zeuven' doet men enkel in de Noorderkempen (en komt evenmin voor in de meer zuidwestelijke delen van het Noorderkempens dialectgebied).
- Als een korte e gevolgd wordt door een nasale medeklinker (m of n) en een andere medeklinker, wordt deze korte e in het Noorderkempens vaak uitgesproken als een lange ee. Dit gebeurt bijvoorbeeld in woorden als mens ('meens'), pens ('peens') of vent ('veent'). In de noordoostelijke delen van het Zuiderkempens dialectgebied (ongeveer regio Olen tot Tessenderlo) komt dit fenomeen eveneens voor.
- Een werkwoord met een 'aai'-klank, zoals 'draaien', wordt in de Noorderkempen uitgesproken als 'draoje'. In de Zuiderkempen laat men de i of j vallen, en spreekt men van 'draowe'. De 'ao'-klank (een donkere lange 'aa'-klank) wordt in de Zuiderkempen dan direct gevolgd door een doffe e-klank, zonder dat er een j tussen gevoegd wordt. In de Noorderkempen komt dit fenomeen niet voor.
- In een deel van het Zuiderkempens gebied, vooral in het westelijke en uiterst zuidelijke deel ervan, wordt een ij- of ei-klank vaak als een aa-klank uitgesproken. Woorden als 'tijd', 'eigen' of 'geit' worden dan uitgesproken als 'taad', 'aage' en 'gaat'. In het Noorderkempens gebied komt dit fenomeen niet voor. Net zoals in de oostelijkere en noordelijkere delen van het Zuiderkempens gebied, worden deze woorden in het Noorderkempens wel met een ij-achtige klank uitgesproken (waarbij de j-klank echter niet hoorbaar is: 'tééd', 'éége', en 'géét').

## Plaatsbepaling en geografische definitie
Volgens dialectologisch onderzoek door Weijnen e.a. (2000) wordt op de volgende plaatsen een Noorderkempens dialect gesproken:
- Balen (maar niet in het gehucht Hulsen, waar Zuiderkempens gesproken wordt)
- Beerse
- Dessel
- Grobbendonk (maar niet in Bouwel, waar Zuiderkempens gesproken wordt)
- Ham
- Kasterlee
- Kerkhoven (maar niet in de rest van Lommel, waar Kempenlands gesproken wordt)
- Leopoldsburg (maar niet in Heppen, waar West-Limburgs gesproken wordt)
- Lille
- Malle
- Merksplas
- Mol (maar niet in Postel, waar Kempenlands gesproken wordt)
- Oelegem (maar niet in de rest van Ranst, waar Antwerps gesproken wordt, en niet in Emblem en Broechem, waar Zuiderkempens gesproken wordt)
- Oud-Turnhout (maar niet in Oosthoven, waar Midden-Brabants gesproken wordt).
- Retie
- Rijkevorsel
- Schilde (maar niet in 's-Gravenwezel, waar Antwerps gesproken wordt)
- Ten Aard (maar niet in de rest van Geel, waar Zuiderkempens gesproken wordt)
- Turnhout
- Vorselaar
- Vosselaar
- Zandhoven (maar niet in Viersel en Massenhoven, waar Zuiderkempens gesproken wordt)
- Zoersel (maar niet in Sint-Antonius, waar Antwerps gesproken wordt).

Zoals blijkt uit bovenstaande opsomming, zijn er ook plaatsen in de Antwerpse Noorderkempen waarvan het dialect niet tot het Noorderkempens gerekend wordt. Op deze plaatsen worden dialecten gesproken die sterker overeenstemmen met andere Brabantse dialectgroepen. Vaak gaat het dan om dialectgroepen die ook in aangrenzende gebieden in de Nederlandse provincie Noord-Brabant gesproken worden:
- In Ravels en Oosthoven wordt een Midden-Brabants dialect gesproken.
- In Arendonk, Postel en in het Limburgse Lommel wordt een Kempenlands dialect gesproken.
- In Hoogstraten, Brecht, Loenhout en Baarle-Hertog wordt een Baronies dialect gesproken.

De dialecten van Wuustwezel, Kalmthout, Essen, Sint-Job-in-'t-Goor, Sint-Antonius en Overbroek worden tot het Antwerps dialect gerekend, net zoals de dialecten direct ten westen van deze plaatsen.